# Walter Davis (atléta)
Walter L. Davis (Lafayette, Louisiana, 1979. július 2. –) világbajnok amerikai atléta.
A 2005-ös helsinki világbajnokságon, 17,57-es ugrásával lett aranyérmes a hármasugrás döntőjében a kubai Yoandri Betanzos és a román Marian Oprea előtt. 2007-ben az oszakai tornán bronzérmes lett.
Egy aranyérme van a fedett pályás világbajnokságról. 2006-ban, Moszkvában egyéni legjobbját, 17,73-ot ugorva lett bajnok.

## Egyéni legjobbjai
Szabadtér
- Távolugrás – 8,36
- Hármasugrás – 17,71

Fedett
- Távolugrás – 8,15
- Hármasugrás – 17,73